# Haube (Thüringer Wald)
Die Haube ist der Hausberg von Altenfeld und befindet sich im südöstlichsten Teil des Thüringer Waldes an der Nahtstelle zum Thüringer Schiefergebirge im südlichen Ilm-Kreis.

## Natur
Auf der Haube befindet sich ein Biotop, welches als Lebensraum für viele Reptilienarten, wie zum Beispiel die Kreuzotter dient.

## Besonderheiten
Der Hauptgipfel der Haube, die Hintere Haube und ihr Nebengipfel, die Vordere Haube bilden die höchsten Punkte eines zwischen Neustadt am Rennsteig und Kahlert in nordöstlicher Richtung vom Kamm des Thüringer Waldes abzweigenden Bergrückens:
- Hauptgipfel: Hintere Haube 810,8 m ü. NHN[2]
- Nebengipfel: Vordere Haube 789,8 m ü. NHN[3]

### Aussichtsturm
Auf dem Nebengipfel befindet sich ein hölzerner Aussichtsturm mit Schutzhütte, welcher im Jahr 2002 vom Heimat- und Wanderverein Altenfeld e.V. errichtet wurde.

## Wanderrouten
Rundwanderweg von Altenfeld über den Haubeweg zum Hauberingweg und den Haubegipfelweg auf den Gipfel der Hinteren Haube und daran anschließend auf das Felsmassiv auf der Vorderen Haube in das Reischeltal und zurück nach Altenfeld.
Streckeninfo:
- Wanderstrecke: 8,9 km
- Höhenmeter: 217 m
- Wanderzeit: 2,5 Stunden.[4]

## Fotos

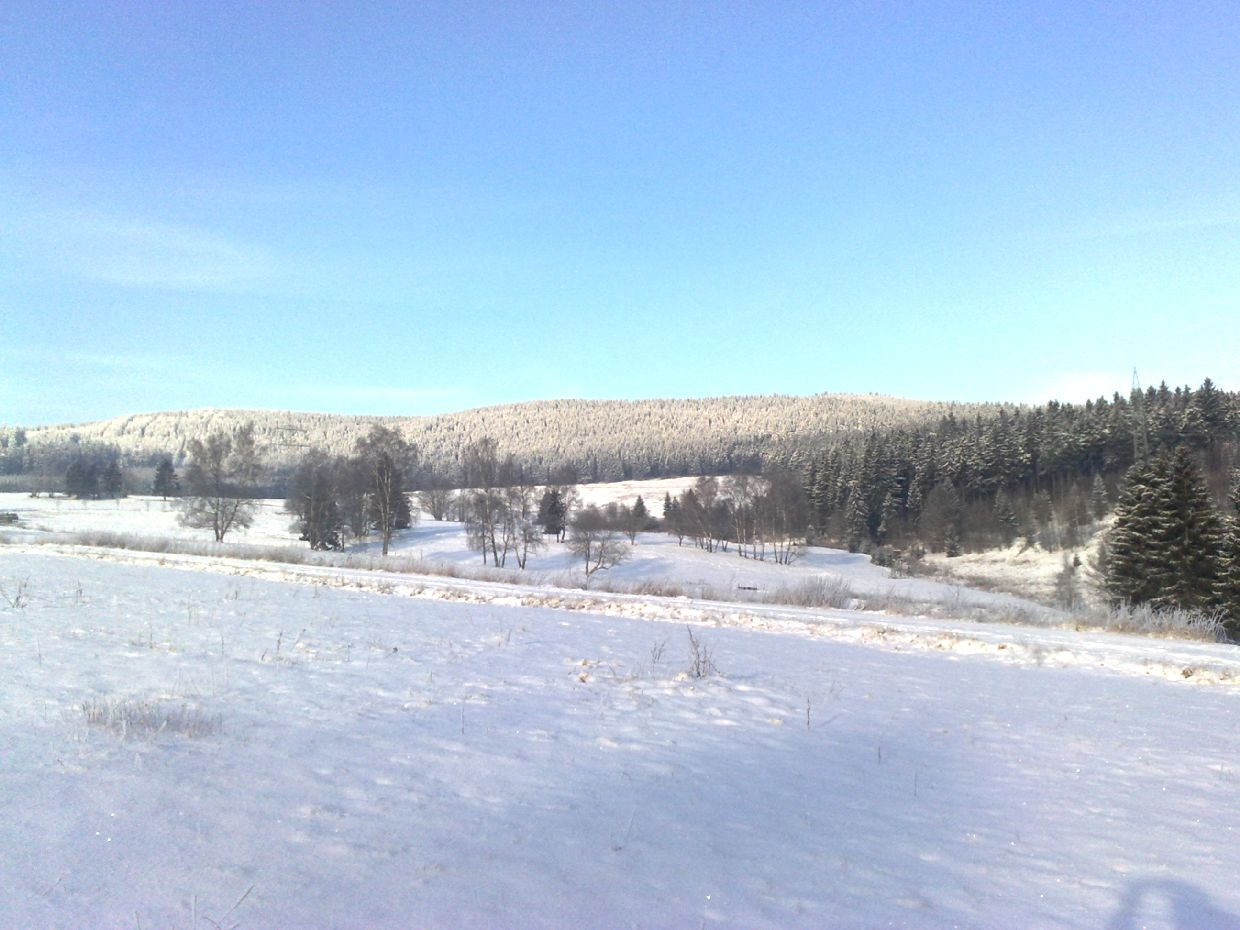
Blick zur Haube
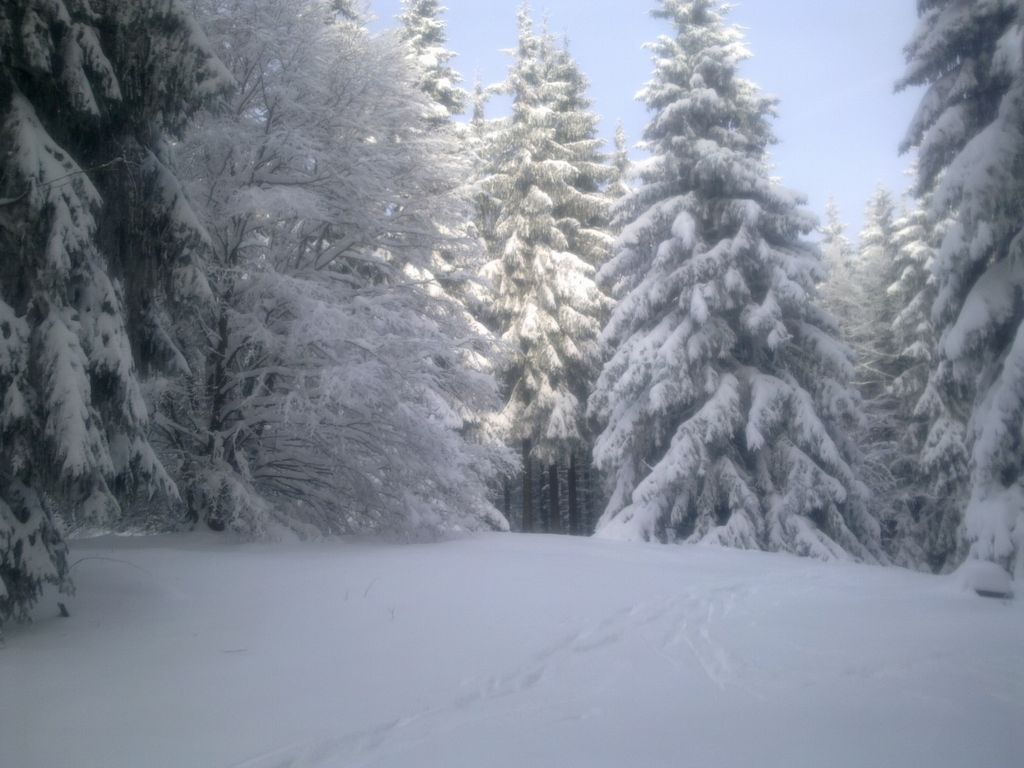
Auf dem Hauptgipfel
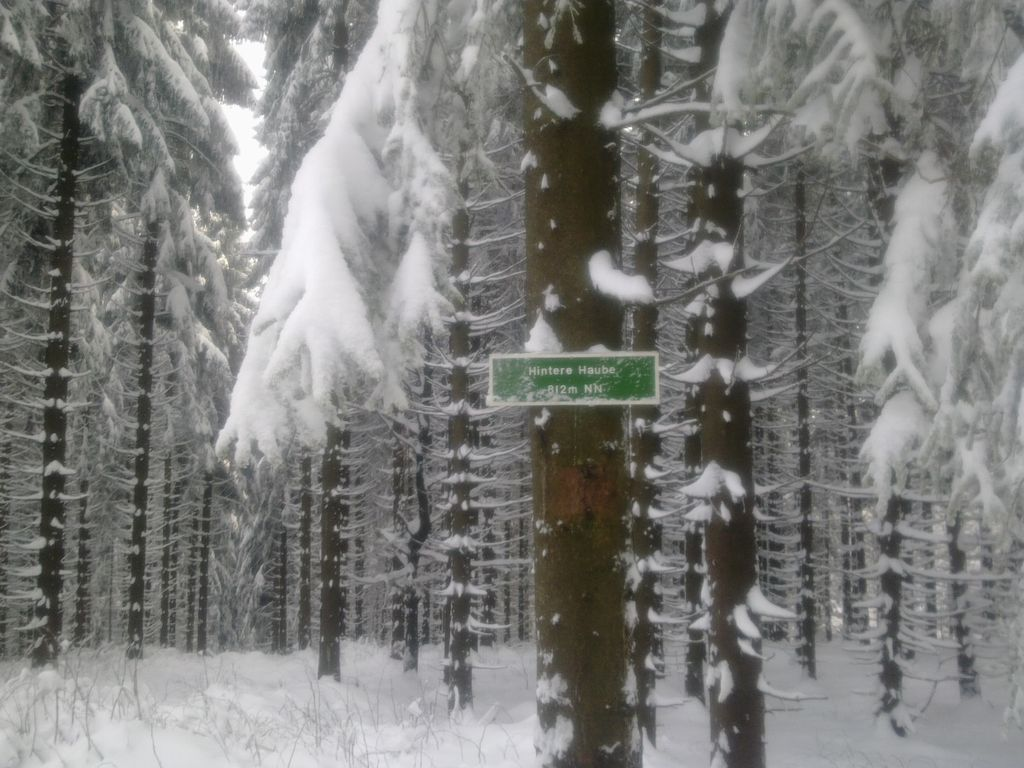
Höhentafel auf dem Hauptgipfel
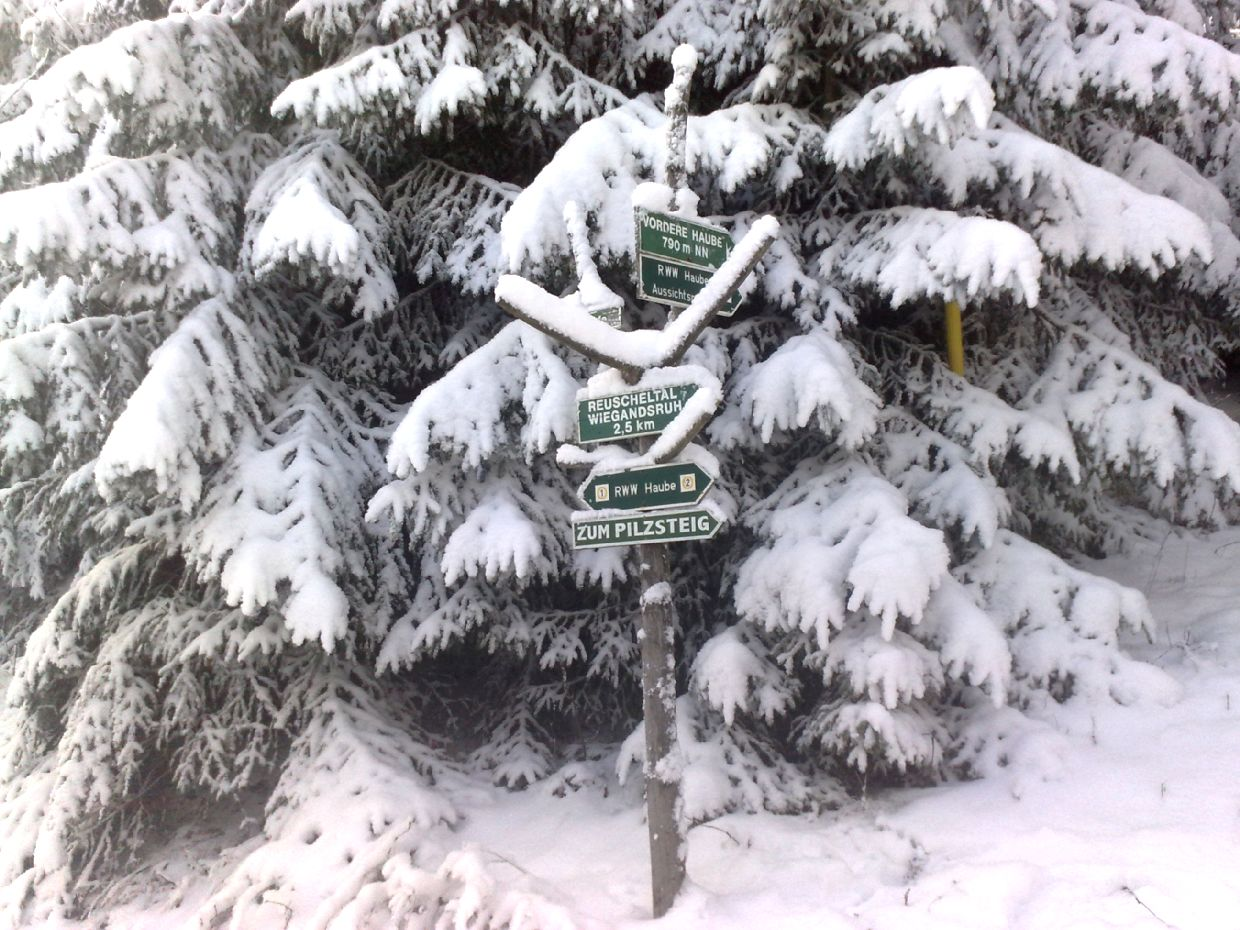
Wegweiser zum Nebengipfel, der Vorderen Haube